# Psaenythia gomezi
Psaenythia gomezi är en biart som beskrevs av Holmberg 1921. Psaenythia gomezi ingår i släktet Psaenythia och familjen grävbin. Inga underarter finns listade i Catalogue of Life.